# Senjō Jitsugan
Pour les articles homonymes, voir Senjo.
Senjō Jitsugan (千丈 実巖 / 千丈 實巖, Senjō Jitsugan), né en 1722 et mort en 1802, est un moine bouddhique et écrivain japonais.

## Biographie
Senjō Jitsugan est un moine Sōtō de la fin de la période d'Edo. Il pratiquait la tradition du Nenge Jissan (拈華実参). Il réside au temple Chōkoku-ji (en) à Matsushiro (en), aujourd'hui dans la ville de Nagano. Né en 1722 ou 1723, Senjō Jitsugan reçoit un diplôme du Tokiseishu Ryōkōin (時勢州龍光院) à l'âge de 11 ans. À ses 19 ans, il s'en va à Nagasaki étudier sous Tenzan Reinae (天産霊苗), qui lui apprend la langue et la poésie chinoises. À Nagasaki, il se lie d'amitié avec le calligraphe Itsuzan (ja) (佚山). Jitsugan devient alors moine supérieur du temple Daitakuji (大沢寺) à Ōmachi. Il rénove le temple, qui a subi un incendie quelques années auparavant et qui était en grande difficulté financière. Le 6e seigneur féodal du domaine de Matsushiro, Sanada Yukihiro (ja), est impressionné de son travail et le nomme 17e moine supérieur du Chōkoku-ji en 1779,. Il fonde un ermitage à Awazu dans la province d'Ōmi. Jitsugan était poète et a publié de nombreux recueils de poésie comme le Yūkoku Yoin (幽谷余韻). Il meurt au temple Kaizoin (海蔵院) en 1802, âgé de 80 ans. Sa vie est documentée dans l'Histoire de Matsushiro (松代町史).

## Publications
- (ja) Senjō Jitsugan, 四六文鑑, Kyoto, Ogawa Tazaemon,‎ époque d'edo1 volume ;
- (ja) Senjō Jitsugan et Kanbara Shigekata, 幽谷餘韻, Inconnu,‎ entre 1802 et 1824 (posthume)16 volumes ;
- (ja) Senjō Jitsugan, Kosen, Ryōmon et Motoken, 千丈巖和尚語録, Kyoto, Ogawa Tazaemon,‎ époque d'edo3 volumes.